# Пастафрола
Пастафрола (греч. Πάστα φλώρα) — сладкий открытый пирог, распространённый в Италии, Аргентине, Парагвае, Уругвае, Египте и Греции.
Для основы используется песочное тесто, начинка — айвовый мармелад, джем из сладкого картофеля (батата), дульсе де лече, варенье из гуавы или клубники. Сверху пирог покрывают «решёткой» из теста. Пастафрола, как правило, запекается в духовке в круглой форме для выпечки.
Название блюда происходит от итальянского слова pasta frolla («песочное тесто»), само блюдо похоже на итальянскую кростату. Итальянские иммигранты привезли её в Аргентину и Уругвай. В Южной Америке этот тарт подаётся на полдник (исп. merienda), как послеобеденный десерт, часто с мате.
В Греции слово frolla было неверно истолковано как итальянское слово flora — «цветок».
Подобные блюда — австрийский линцский торт и швейцарские тарты с фруктово-пряной начинкой.